# Alija Izetbegović
Alija Izetbegović (8. srpna 1925 Bosanski Šamac – 19. října 2003 Sarajevo) byl člen a předseda Předsednictva Socialistické republiky Bosny a Hercegoviny (1990–1992) a Předsednictva Republiky Bosny a Hercegoviny (1992–1996), dále člen (1996–2000) a předseda Předsednictva Bosny a Hercegoviny (1996–1998 a 2000), spoluzakladatel (1990) a první předseda Strany demokratické akce (1990–2001).

## Biografie
Narodil se v Bosenském Šamci do muslimské rodiny, kterou tvořili Mustafa a Hiba Izetbegovićovi. Mustafův předek Izet-beg Jahić se přistěhoval do Šamce roku 1861, poté co Bělehrad a Cařihrad uzavřely dohodu o vystěhování muslimského obyvatelstva ze Srbska. Velkostatkářský rod Jahićů stovky let držel statky na území dnešní srbské metropole.
Roku 1928 se rodina přestěhovala do Sarajeva, kde Alija roku 1940 dokončil studium na gymnáziu. Během druhé světové války, která v Bosně a Hercegovině vypukla po německé invazi v Jugoslávii v dubnu 1941, byl aktivní v panislámské organizaci Mladí muslimové (Mladi muslimani). Když se v těžkých momentech války Mladí muslimové rozhodovali mezi podporou komunistických partyzánů a Němci zformované divizi SS Handschar, zvolil druhou možnost. Po skončení konfliktu byl znovu aktivní v Mladých muslimech, kvůli účasti na jejích akcích byl posléze odsouzen na tři roky vězení. Po skončení trestu studoval práva na Univerzitě v Sarajevu, diplom získal roku 1956. Poté pracoval jako podnikový právník.
V továrně Bosna zůstal následujících 30 let, v letech osmdesátých se pak jako autor Islámské deklarace dostal do problémů. 23. března 1983 byl v 5:30 ráno ve svém bytě zatčen a následně souzen za šíření islámského nacionalismu. Odsouzen byl k trestu odnětí svobody ve výši 14 let, který byl později zmírněn na 12, a nakonec na 9 let. Celý proces, který byl označen za dosti politický, přispěl k rozšíření povědomí o Izetbegovićovi, což po roce 1990 a opuštění mocenského monopolu SKJ vedlo k růstu jeho popularity. V období liberálních proměn v SFRJ byl v roce 1989 omilostněn a mohl tak opustit zenické vězení.
Jako zakladatel a kandidát za Stranu demokratické akce zmobilizoval muslimské voliče a strana získala v novém parlamentu 33 % mandátů. Izetbegović se stal členem multinárodního předsednictva za Bosňáky, v oblibě mu mohl konkurovat pouze západobosenský Fikret Abdić. Izetbegović se pokoušel prosadit myšlenku neutrality Bosny a Hercegoviny se snahou vyhnout se konfliktu, který se rozhořel v červnu 1991 v sousedním Chorvatsku, v tomto úsilí však úspěšný nebyl; po referendu o nezávislosti republiky na SFRJ, které skončilo jasným "pro nezávislost", se rozhořely etnické boje právě i v Bosně.
Izetbegović vyjednával o budoucích podobách Bosny a Hercegoviny, mluvil spolu s Miloševićem a Tuđmanem během války o různých dohodách. V případě tzv. Cutillerova plánu byl za jeho podpis, který by znamenal konfederalizaci Bosny a Hercegoviny mezi svými ve Straně demokratické akce tvrdě kritizován, že ustoupil Srbům a Chorvatům. Rozdělení Bosny a Hercegoviny podle národnostního klíče důsledně odmítal, prosazoval stát založený na správě centralizované. Přestože byl mezi Bosňáky velmi populární, pro Chorvaty a Srby představoval symbol války.
Pravomoce Izetbegoviće byly omezeny novým uspořádáním Bosny a Hercegoviny – vytvořením tříčlenného Předsednictva a ustanovením úřadu Vysokého představitele Bosny a Hercegoviny (OHR), který získal klíčové pravomoci. Izetbegović z funkce odstoupil v roce 2000 kvůli svému špatnému zdraví. Zemřel o tři roky později. Jeho ohlas však mezi bosňáckým obyvatelstvem nebyl malý, mnozí jej přezdívali Dedo (Dědeček).

## Politická orientace a vztah k islámu
Izetbegović se politicky profiloval během 60. let, kdy napsal politicko-náboženský program Islámská deklarace (1970), v němž viděl budoucnost ve státu založeném na principu sunnitského islámu. Jednalo se o teokratický projekt, který se zakládal na revitalizaci islámských způsobu a tradic založených na právním systému šaría. Chybná interpretace Izetbegovićovy „Islámské deklarace a islámu mezi východem a západem“ a určité postoje vytržené z kontextu[zdroj?] posloužily srbským propagandistům v šíření tendenčních dezinformací o Izetbegovićovi, obviňující ho z „fundamentalismu“ a pokusů vytvořit islámský stát. Tato tvrzení byla již dříve diskreditována ze strany mnohých expertů, jako je Noel Malcolm – britský historik a autor díla: Bosnia – A short history. Izetbegović a jeho strana SDA od roku 1990 nikdy neměli v programu transformaci Bosny do fundamentalistického státu. V Islámské deklaraci se sice mluví o panislámských idejích, nicméně Bosna a Hercegovina není vzpomenuta. Přesto v atmosféře 80. let, kdy se Jugoslávie rozpadala a jednotlivé antagonismy se posilovaly, toto dílo mohlo působit provokativně.